# Liste des châteaux de la Loire
Ne doit pas être confondu avec Châteaux de la Loire.
La liste des châteaux de la Loire recense de manière non exhaustive les mottes castrales, les châteaux, château fort ou château de plaisance, les châteaux viticoles, les maisons fortes, les manoirs, situés dans le département français de la Loire. Il est fait état des inscriptions et classements au titre des monuments historiques.

## Liste
| Icône            | Signification    | Abréviations             | Abréviations                  | Abréviations             | Abréviations           |
| ---------------- | ---------------- | ------------------------ | ----------------------------- | ------------------------ | ---------------------- |
| Château fort     | Château fort     | = Bastide                | = Ferme fortifiée             | = Maison forte           | = (Néo-)Palladianisme  |
| Renaissance      | Renaissance      | = Château gascon         | = Folie (montpelliéraine)     | = Manoir, Gentilhommière | = Résidence épiscopale |
| Domaine viticole | Domaine viticole | = Classicisme, classique | = Forteresse, fort(ification) | = Maison (noble)         | = Style Beaux-Arts     |
| Palais           | Palais           | = Commanderie            | = Gothique (flamboyant)       | = Néo-baroque            | = Style Second Empire  |
| Ruine ou disparu | Ruine, disparu   | = Château pinardier      | = Hôtel particulier           | = Néo-classique          | = Style italianisant   |
|                  |                  | = Demeure seigneuriale   | ... = Style Louis XII...XVI   | = Néo-gothique           | = Style troubadour     |
|                  |                  | = Éclectisme             | = Logis (seigneurial)         | = Néo-Renaissance        | = Villa (de Nice)      |
| Baroque, rococo  | Baroque, rococo  | = Édifice religieux      | = Motte castrale/féodale      | = Pavillon de chasse     | = Styles du XXe siècle |

| Type                                           | Château                              | Commune                  | Protection                                                                                    | Notes                                                                                                 | Coordonnées                 | Illustration |
| ---------------------------------------------- | ------------------------------------ | ------------------------ | --------------------------------------------------------------------------------------------- | --- | --------------------------- | ------------ |
| Classicisme, classique                         | Château d'Ailly                      | Parigny                  | Notice no IA42000818                                                                          | | 46° 00′ 04″ N, 4° 05′ 34″ E |              |
| Château fort · Renaissance                     | Château de l'Aubépin                 | Fourneaux                | Inscrit MH (1989) · Classé MH (1991) · Notice no PA00117491 · Notice no IA42000793            | XVe siècle, XVIe et XVIIe siècles, XVIIIe et XIXe siècles                                             | 45° 55′ 16″ N, 4° 15′ 36″ E |              |
| Manoir, gentilhommière                         | Château de la Baraillère             | Saint-Just-Saint-Rambert |                                                                                               | | 45° 28′ 17″ N, 4° 15′ 46″ E |              |
| Maison forte · Renaissance                     | Château de la Bâtie d'Urfé           | Saint-Étienne-le-Molard  | Classé MH (1912) · Notice no PA00117605 · Notice no IA42000836 · Maisons des Illustres (2011) | XIIIe et XVe siècles, XVIe et XVIIIe siècles, La Diana - Société historique et archéologique du Forez | 45° 43′ 25″ N, 4° 04′ 43″ E |              |
| Château fort · Ruine ou disparu                | Château de Beaucresson               | Renaison                 |                                                                                               | Moyen Âge                                                                                             | 46° 04′ 00″ N, 3° 56′ 02″ E |              |
| Style Louis XVI                                | Château de Beauvoir                  | Arthun                   | Inscrit MH (1990, 2007) · Notice no PA00117683 · Notice no IA42000638                         | XVIIIe et XIXe siècles                                                                                | 45° 46′ 09″ N, 4° 02′ 01″ E |              |
| Château fort · Renaissance                     | Château de Bellegarde-en-Forez       | Bellegarde-en-Forez      | Inscrit MH (1987) · Notice no PA00117425                                                      | XVe et XVIe siècles, XIXe siècle                                                                      | 45° 38′ 46″ N, 4° 18′ 12″ E |              |
| Classicisme, classique                         | Château de la Bernarde               | Renaison                 | Inscrit MH (1979) · Notice no PA00117558                                                      | XVIIIe siècle                                                                                         | 46° 02′ 54″ N, 3° 56′ 22″ E |              |
| Manoir, gentilhommière                         | Château de la Bertrandière           | L'Étrat                  |                                                                                               | | 45° 29′ 10″ N, 4° 21′ 42″ E |              |
| Classicisme, classique                         | Château de Boën (Château de Chabert) | Boën-sur-Lignon          | Classé MH (1943) · Inscrit MH (1989) · Notice no PA00117428 · Notice no IA42000629            | XVIIe siècle                                                                                          | 45° 44′ 33″ N, 4° 00′ 08″ E |              |
| Classicisme, classique · Édifice religieux     | Château de Bonson                    | Bonson                   | Inscrit MH (1987) · Notice no PA00117429                                                      | XVIIe et XIXe siècles, petit château et chapelle Notre-Dame                                           | 45° 31′ 09″ N, 4° 14′ 25″ E |              |
| Château fort · Renaissance · Néo-gothique      | Château de Bouthéon                  | Andrézieux-Bouthéon      | « Photo », notice no AP42HN0005, « Photo », notice no AP42HN0006                              | Moyen Âge, XVIe et XIXe siècles, musée, parc animalier, séminaire                                     | 45° 32′ 39″ N, 4° 15′ 50″ E |              |
| Château fort · Style Louis XVI                 | Château des Bruneaux                 | Firminy                  | Inscrit MH (1975) · Notice no PA00117487                                                      | Moyen Âge, XVIIIe siècle                                                                              | 45° 22′ 50″ N, 4° 16′ 56″ E |              |
|                                                | Château de Chalain                   | Chalain-d'Uzore          |                                                                                               | |                             |              |
| Château fort · Renaissance                     | Château de Chalmazel                 | Chalmazel                | Inscrit MH (1949, 2000) · Notice no PA00117437                                                | XIIIe et XVIe siècles, XIXe siècle                                                                    | 45° 42′ 09″ N, 3° 51′ 04″ E |              |
| Manoir, gentilhommière                         | Château de la Chambre                | Saint-Haon-le-Vieux      |                                                                                               | | 46° 04′ 34″ N, 3° 54′ 51″ E |              |
|                                                | Château de Champagny                 | Saint-Haon-le-Vieux      |                                                                                               | |                             |              |
| Renaissance · Domaine viticole                 | Château de Château-Grillet           | Vérin                    |                                                                                               | Moyen Âge, XVIe siècle                                                                                | 45° 27′ 00″ N, 4° 45′ 07″ E |              |
|                                                | Château de Chatellus                 | Châtelus                 |                                                                                               | |                             |              |
|                                                | Château de Chenereilles              | Chenereilles             |                                                                                               | |                             |              |
| Renaissance                                    | Château de Chevrières                | Chevrières               | Inscrit MH (1964) · Notice no PA00117467                                                      | XVIe siècle                                                                                           | 45° 35′ 16″ N, 4° 24′ 00″ E |              |
| Château fort · Ruine ou disparu                | Château de Cleppé                    | Cleppé                   |                                                                                               | |                             |              |
| Château fort · Ruine ou disparu                | Château de Couzan                    | Sail-sous-Couzan         | Classé MH (1890) · Notice no PA00117572 · Notice no IA42000637                                | Moyen Âge, XVIIe siècle                                                                               | 45° 43′ 41″ N, 3° 58′ 09″ E |              |
|                                                | Château de Cuzieu                    | Cuzieu                   |                                                                                               | |                             |              |
| Château fort · Ruine ou disparu                | Donjon d'Écotay                      | Écotay-l'Olme            | « Photo », notice no IVR82_20094200158NUCAB                                                   | Moyen Âge                                                                                             | 45° 35′ 20″ N, 4° 02′ 24″ E |              |
| Château fort · Ruine ou disparu                | Château d'Essalois                   | Chambles                 | « Photo », notice no AP60L04894                                                               | XIIe et XVIe siècles                                                                                  | 45° 27′ 44″ N, 4° 14′ 45″ E |              |
| Forteresse, fort(ification) · Ruine ou disparu | Château de Estivareilles             | Estivareilles            | Notice no IA42000370                                                                          | Moyen Âge                                                                                             | 45° 25′ 00″ N, 4° 00′ 32″ E |              |
| Château fort · Renaissance                     | Château de Feugerolles               | Le Chambon-Feugerolles   | Inscrit MH (2012) · Notice no PA00117443 · Notice no IA42000802                               | XIIIe siècle, XVIe et XVIIe siècles                                                                   | 45° 23′ 05″ N, 4° 20′ 25″ E |              |
| Château fort                                   | Château de Grangent                  | Saint-Just-Saint-Rambert | Inscrit MH (1945) · Notice no PA00117638                                                      | XIIe siècle                                                                                           | 45° 27′ 53″ N, 4° 15′ 14″ E |              |
|                                                | Château de Marandière                | Estivareilles            |                                                                                               | |                             |              |
|                                                | Château de Matel                     | Roanne                   |                                                                                               | |                             |              |
|                                                | Château de la Merlée                 | Saint-Just-Saint-Rambert |                                                                                               | |                             |              |
|                                                | Château de Montrond                  | Montrond-les-Bains       |                                                                                               | |                             |              |
|                                                | Château-prieuré de Pommiers-en-Forez | Pommiers                 |                                                                                               | |                             |              |
| Maison (noble)                                 | Maison dite la Prévôté               | Parigny                  | Inscrit MH (1990) · Notice no PA00117693                                                      | XVe siècle                                                                                            | 45° 59′ 25″ N, 4° 05′ 53″ E |              |
|                                                | Château de Quérezieux                | Écotay-l'Olme            |                                                                                               | |                             |              |
|                                                | Château de la Roche                  | Saint-Priest-la-Roche    |                                                                                               | |                             |              |
| Château fort · Ruine ou disparu                | Château de Rochetaillée              | Saint-Étienne            |                                                                                               | |                             |              |
|                                                | Château de Saint-Bonnet-les-Oules    | Saint-Bonnet-les-Oules   |                                                                                               | |                             |              |
|                                                | Château de Saint-Marcel-de-Félines   | Saint-Marcel-de-Félines  |                                                                                               | |                             |              |
|                                                | Château Sainte-Anne                  | Marcilly-le-Châtel       |                                                                                               | |                             |              |
| Château fort · Édifice religieux               | Chartreuse de Sainte-Croix-en-Jarez  | Sainte-Croix-en-Jarez    |                                                                                               | |                             |              |
| Château fort                                   | Château de Sarron                    | Fourneaux                | Inscrit MH (2000) · Notice no PA42000006                                                      | XIVe et XVIe siècles, XVIIe siècle                                                                    | 45° 57′ 36″ N, 4° 17′ 24″ E |              |
|                                                | Château de Sury                      | Sury-le-Comtal           |                                                                                               | |                             |              |
| Classicisme, classique                         | Château de Taron                     | Renaison                 | Notice no IA42000821                                                                          | | 46° 03′ 32″ N, 3° 55′ 31″ E |              |
| Château fort · Ruine ou disparu                | Château d'Urfé                       | Saint-Marcel-d'Urfé      |                                                                                               | |                             |              |
| Renaissance                                    | Château de Vaugirard                 | Champdieu                |                                                                                               | |                             |              |
| Maison forte                                   | Maison forte du Vernay               | Saint-Galmier            |                                                                                               | |                             |              |
| Renaissance                                    | Château de Villars                   | La Chapelle-Villars      | Inscrit MH (1978) · Notice no PA00117447                                                      | XVIe et XVIIe siècles                                                                                 | 45° 28′ 24″ N, 4° 42′ 46″ E |              |
|                                                | Château de Virieu                    | Pélussin                 |                                                                                               | |                             |              |
|                                                | Château de Vivert                    | L'Étrat                  |                                                                                               | |                             |              |
|                                                | Château de Vougy                     | Vougy                    |                                                                                               | |                             |              |